# Jacek Kluszewski

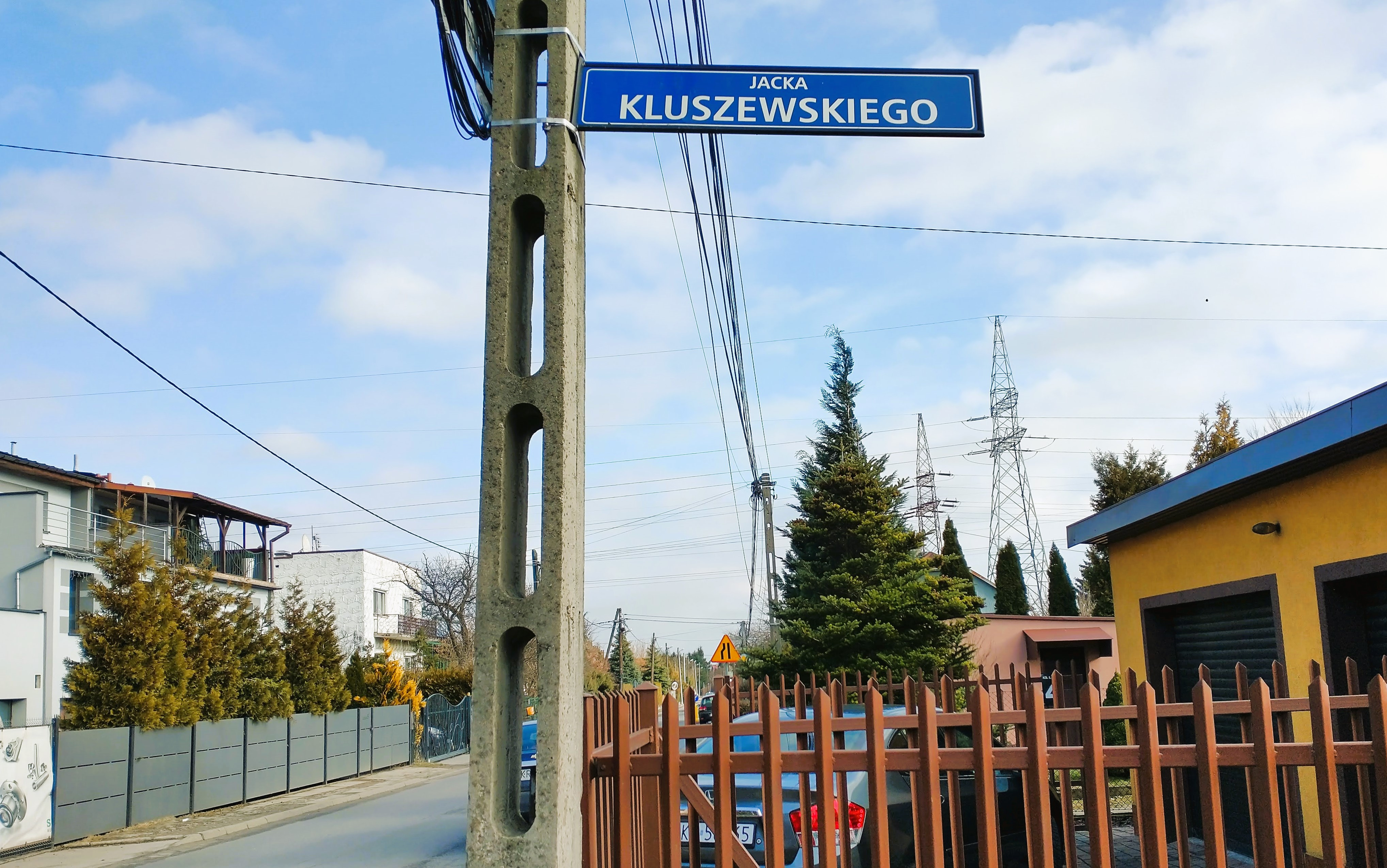
Ulica J. Kluszewskiego na krakowskim Bieżanowie

Jacek Wincenty Antoni Kluszewski (ur. 16 sierpnia 1761 w Sielcu k. Skalbmierza, zm. 14 lutego 1841 w Krakowie) – od 1775 starosta brzegowski, założyciel Starego Teatru w Krakowie.

## Życiorys
Syn Wojciecha i Anny Dembińskiej. W latach 1772–1777 kształcił się w pijarskim Collegium Nobilium w Warszawie W latach 1777–1780 podróżował do Włoch, Niemiec, Anglii i Francji a po powrocie został zatrudniony przez króla Stanisława Augusta Poniatowskiego w kancelarii. Po okresie gospodarowania na wsi i porządkowania spraw majątkowych, przeniósł się w 1783 na stałe do Krakowa zapewne ożenił się z Anną z Pfeifferów. W latach 1790–1795 był właścicielem wytwórni powozów i fortepianów. W 1787 zawarł z magistratem kontrakt najmu sali teatralnej w Ratuszu. W latach 1787–1795 założył i prowadził teatr w wydzierżawionym Pałacu Spiskim przy Rynku Głównym w Krakowie (wykupionym przezeń w 1799). 
Uchodził na jednego z najbogatszych Krakowian; urządzał wystawne przyjęcia. W Pałacu Spiskim utrzymywał operę włoską, a od 1789 roku zespół polski "Aktorowie Narodowi". W 1799 otrzymał zezwolenie od cesarza na wybudowanie teatru i sali redutowej, posiadał także wyłączny przywilej na urządzanie widowisk teatralnych. Budynek wzniesiono w 1801 na placu Szczepańskim. W 1805 uzyskał przywilej od cesarza Franciszka II na wystawianie sztuk także po polsku. Teatr od 1817 prowadził na podstawie umowy z Senatem Wolnego Miasta Krakowa do 1830, kiedy to władze zrezygnowały z przedłużania kontraktu. Pochowany na cmentarzu Rakowickim, jednak dokładne miejsce pochówku nie jest znane, ponieważ nikt nie dbał o jego grób.

## Odznaczenia i upamiętnienie
Był kawalerem orderu św. Stanisława w 1787. Upamiętnia go nazwa ulicy na krakowskim Bieżanowie.